# Unia Leszno
L'Unia Leszno Sportowa Spółka Akcyjna (SSA) est un club de speedway situé à Leszno dans la Voïvodie de Grande-Pologne, en Pologne. Il évolue en Speedway Ekstraliga.

## Histoire
- Adam Łabędzki fait partie des anciens pilotes de ce club.